# Thelypteris retroflexa
Thelypteris retroflexa là một loài thực vật có mạch trong họ Thelypteridaceae. Loài này được (L.) Proctor & Lourteig miêu tả khoa học đầu tiên năm 1990.